# Eteläsuomalainen osakunta
Eteläsuomalainen osakunta (en français : Nation de Finlande méridionale, sigle ESO) est l'une des 15 nations étudiantes de l'Université d'Helsinki.
De langue finnoise, elle est fondée en 1905 pour représenter les étudiants de la région d'Uusimaa.